# Plano inclinado de Ronquières

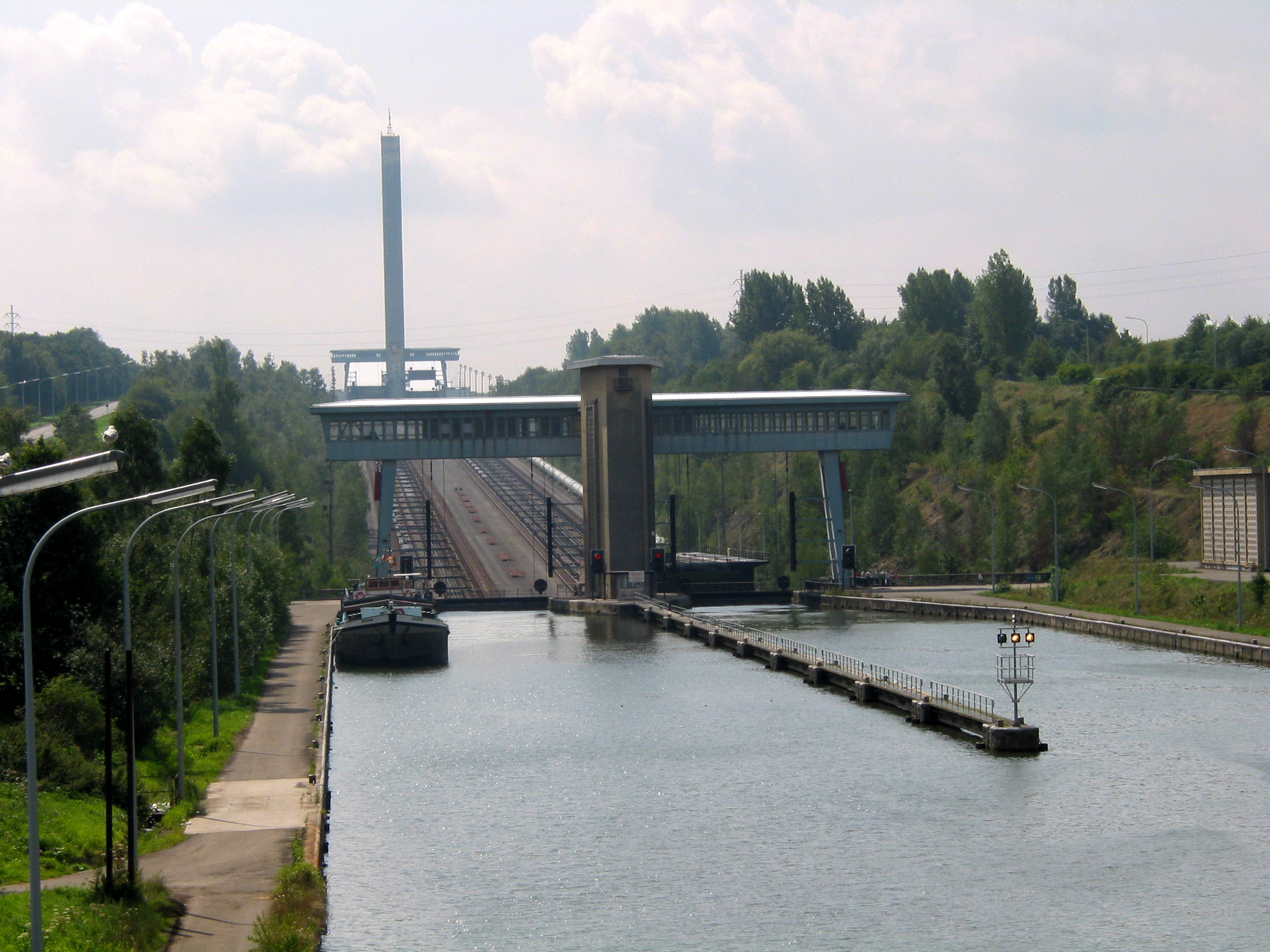
Plano inclinado visto da área de espera de jusante

O Plano inclinado de Ronquières é um elevador de barcos, de tipo funicular, inaugurado em 1968 no Canal Bruxelas-Charleroi na Província do Hainaut, Valónia, Bélgica.
Vence um desnível de 67,73 m ao longo de uma distância de 1432m em projecção horizontal, ao que corresponde uma inclinação ligeiramente inferior a 5%.

## Características técnicas
No plano inclinado movem-se longitudinalmente, e de forma independente, dois vagões em que assentam caixões, cada um com 87,00 m de comprimento útil por 12,00 m de largura e com capacidade para 3,00 a 3,70 m de altura de água. Cada vagão, com uma massa de 5000 a 5700 toneladas, move-se sobre 59 eixos com um total de 236 roletes ao longo de um caminho de rolamento. Cada vagão está ligado por 8 cabos de aço de 55 mm de diâmetro a contrapesos de 5200 toneladas movendo-se sobre carris num caminho de rolamento inferior, sendo o conjunto accionado por guinchos.
O percurso entre as áreas de espera de montante e de jusante dura cerca de 50 minutos, atingindo uma velocidade máxima de 1,20 m/s, que é fortemente reduzida na fase de arranque e travagem para evitar a oscilação da água dentro dos caixões.
O acesso a montante é feito por uma ponte-canal com 290m de extensão e 59m de largura, que serve de área de espera de montante. No topo do plano inclinado fica uma torre com 160m de altura (125m acima do nível da água na ponte-canal).

## Galeria

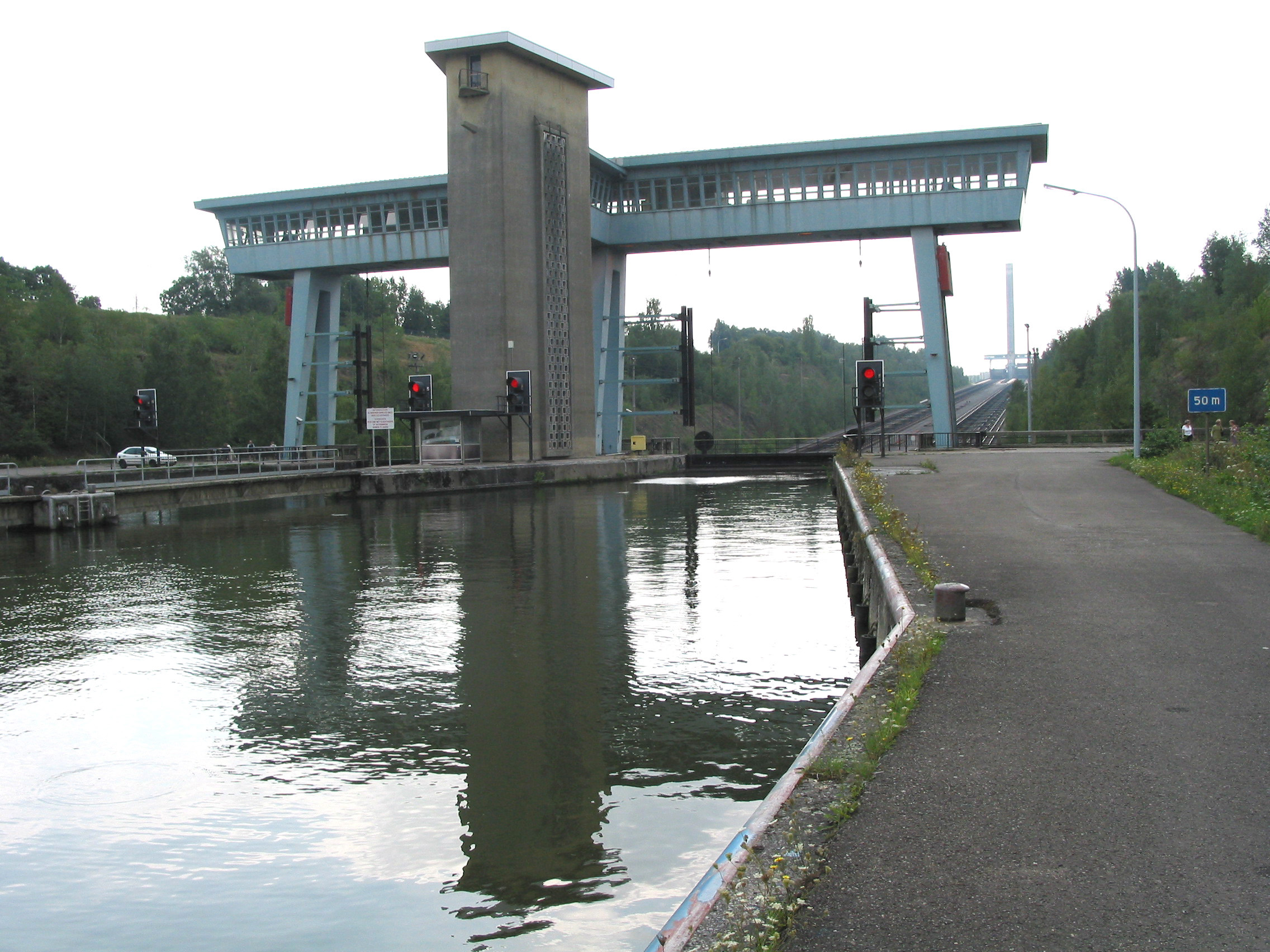
Torre de controlo de jusante e sala das máquinas.
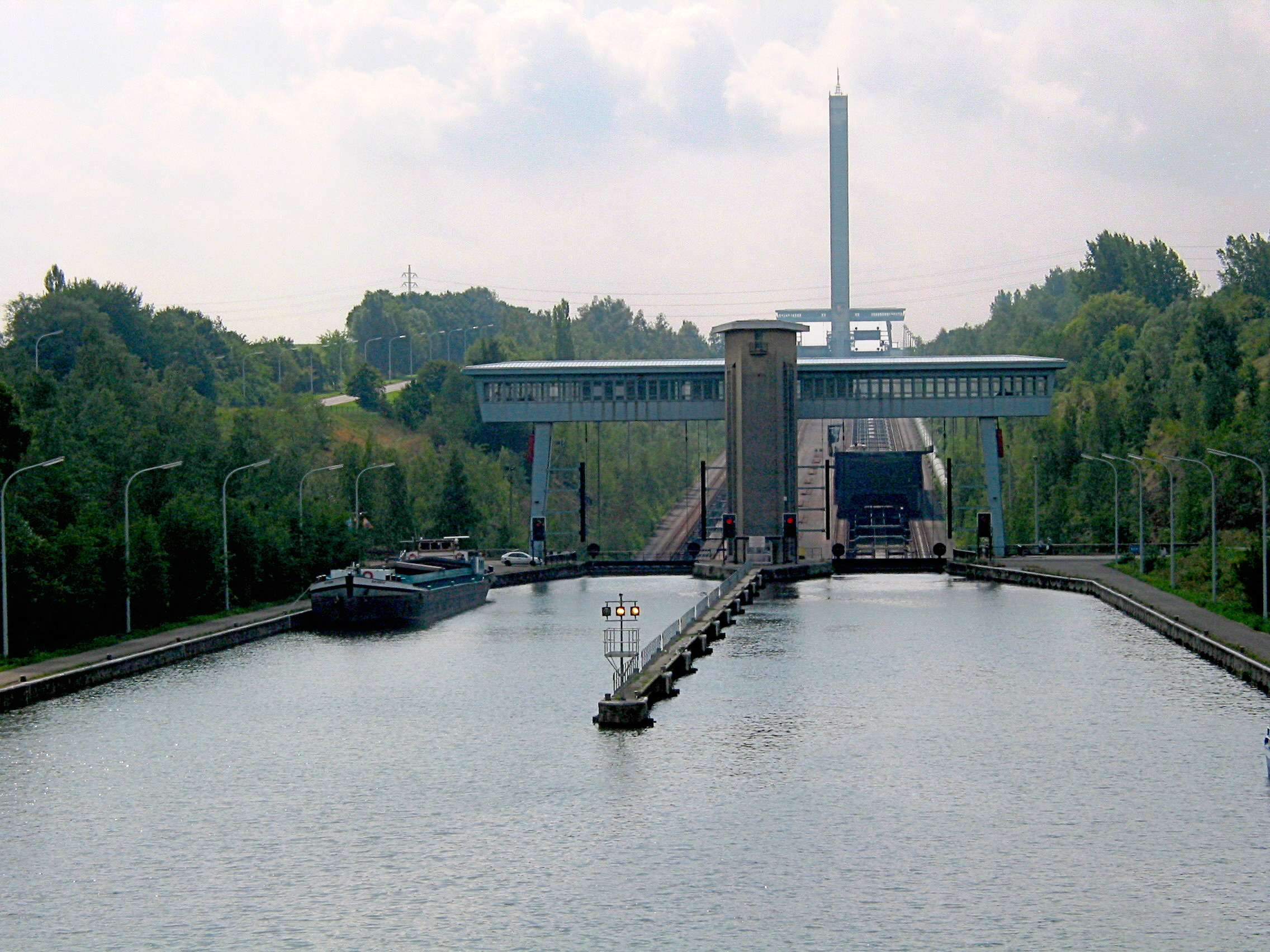
Caixão iniciando movimento ascendente.
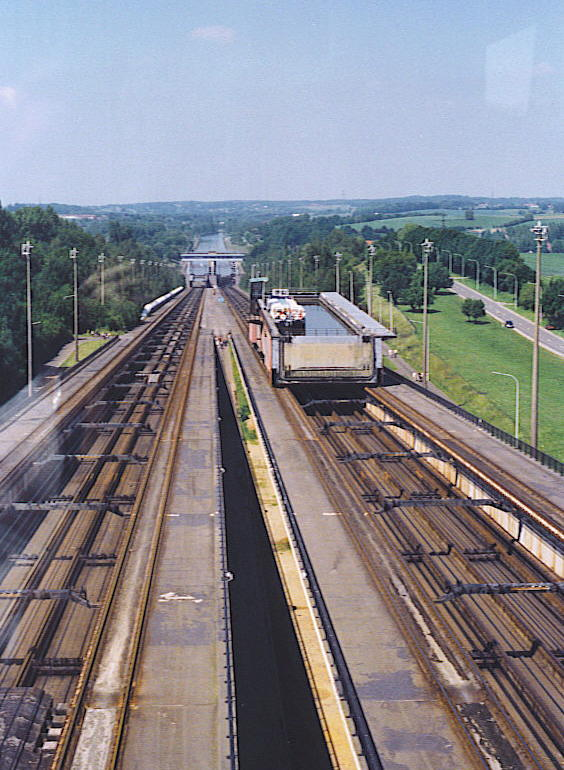
Caixão em movimento ascendente.
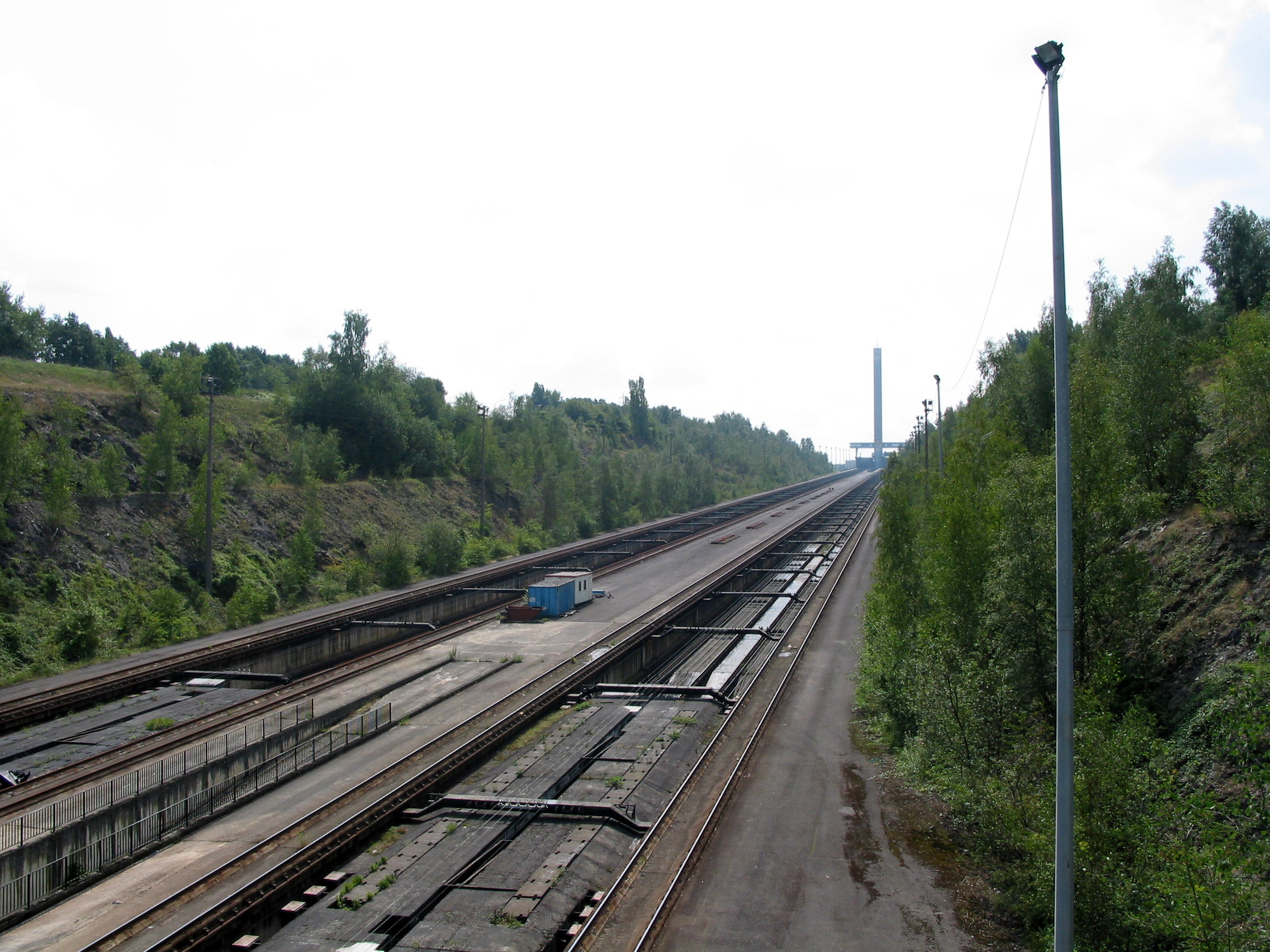
Caminhos de rolamento com contrapesos em primeiro plano.